# Caffeato 3,4-diossigenasi
La caffeato 3,4-diossigenasi è un enzima appartenente alla classe delle ossidoreduttasi, che catalizza la seguente reazione:
3,4-diidrossi-trans-cinnamato + O2 ⇄ 3-(2-carbossietenil)-cis,cis-muconato